# ونوس برکات رم
ونوس برکات رم (انگلیسی: Venus of Berekhat Ram)

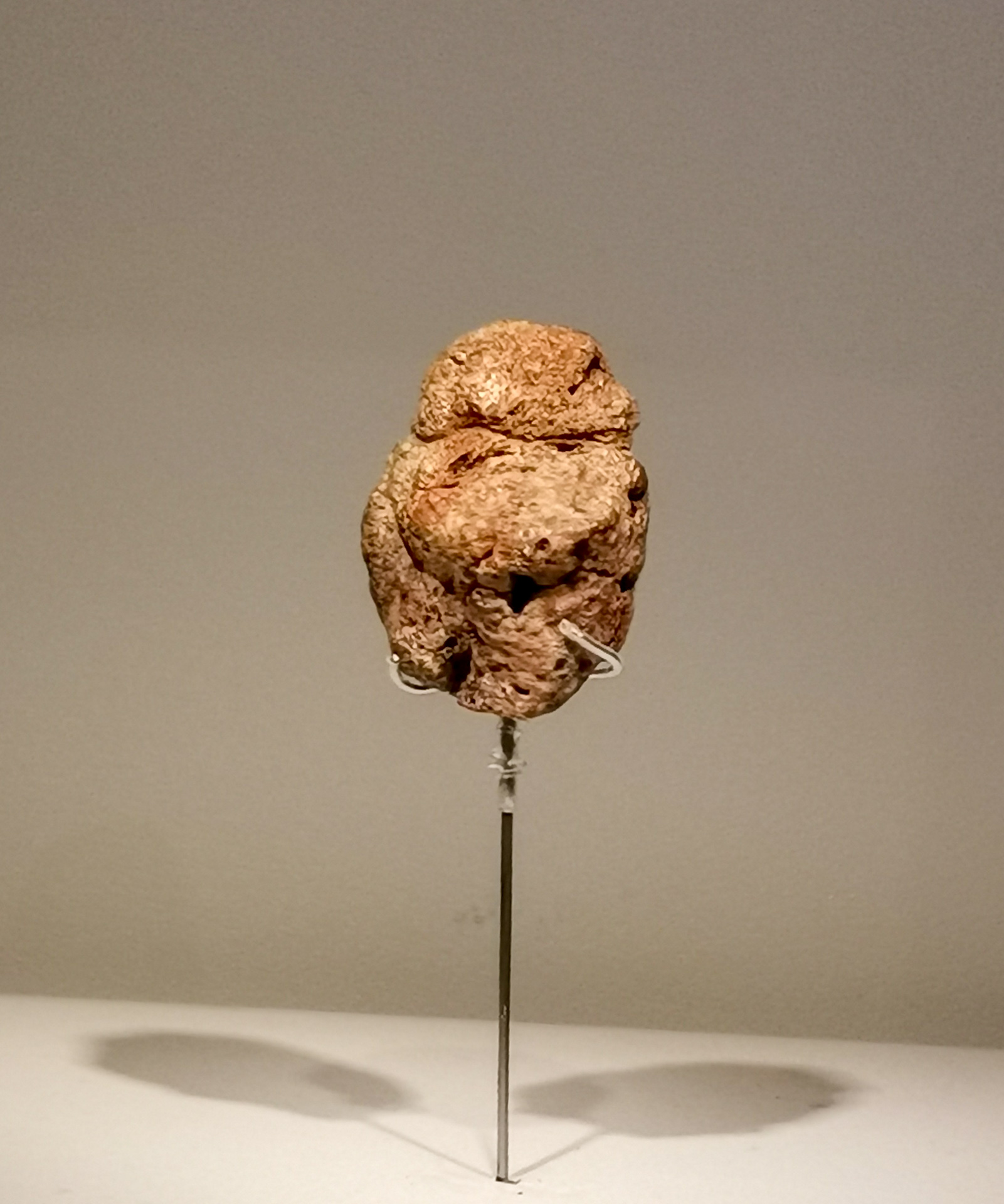
"ونوس برکات رام" (اصلی) موزه اسرائیل، اورشلیم

(۲۸۰٬۰۰۰–۲۵۰٬۰۰۰ پیش از امروز) یک سنگریزه است که در برکات رام در بلندی‌های جولان یافت شده است. این سنگریزه توسط انسان‌های نخستین اصلاح شده و تصور می‌شود که نمایانگر یک پیکر زنانه باشد.

## توصیف
این شیء توسط نعما گورن-اینبار از مؤسسه باستان‌شناسی دانشگاه عبری اورشلیم کاوش و برای نخستین بار توصیف شد. این اثر یک سنگریزه تفاله معدنی به طول ۳۵ میلی‌متر، عرض ۲۵ میلی‌متر و ضخامت ۲۱ میلی‌متر است. وزن آن تقریباً ۱۰ گرم است. این شیء در سال ۱۹۸۱ در محوطه آشولی برکات رام، بلندی‌های جولان کاوش شد. قدمت آن بین ۲۸۰٬۰۰۰ تا ۲۵۰٬۰۰۰ پیش از امروز تخمین زده شده است.
گورن-اینبار چندین شیار مصنوعی را بر روی این شیء گزارش کرد: یکی یک شیار عرضی در یک‌سوم بالایی و سایرین شیارهای طولی در کناره‌ها، پایین‌تر از شیار عرضی بودند. الکساندر مارشاک در سال ۱۹۹۷ مطالعه‌ای میکروسکوپی بر روی این شیء انجام داد. او نیز تغییرات مصنوعی، از جمله شیارهای عرضی و طولی مورد اشاره گورن-اینبار را گزارش کرد. سرانجام، فرانچسکو د'اریکو و آپریل نوئل با رویکردی مقایسه‌ای این شیء را مجدداً بررسی کردند. آن‌ها برخی از یافته‌های مارشاک را تأیید و برخی را تصحیح کردند. د'اریکو و نوئل نیز شیارهای فوق (با اصلاحاتی) را گزارش کردند و علاوه بر آن، مناطقی از ساییدگی احتمالی را در قسمت جلو، پشت و پایین شیء شناسایی کردند.

## تفسیر
گورن-اینبار و مارشاک پیشنهاد کردند که این شیء شبیه به یک قالب بدنی زن است و توسط انسانیان برای تأکید بر ویژگی‌های انسان‌وار آن اصلاح شده است. این شیء سپس به عنوان یک پیکرک شناخته شد و امروزه به نام ونوس برکات رام معروف است (اصطلاح «ونوس» از نام مرسوم پیکرک‌های ونوس متعلق به پارینه‌سنگی زبرین گرفته شده است). اگر این فرضیه درست باشد، این شیء همراه با ونوس تان-تان قدیمی‌ترین نمونه از هنر بازنمودی در رکورد باستان‌شناسی خواهد بود.
د'اریکو و نوئل ماهیت مصنوعی تغییرات شیء را تأیید کردند، اما از نسبت دادن آن به بدن انسان خودداری کردند. آن‌ها اشاره کردند که شیارها، به‌طور کلی، می‌توانند اهداف عملکردی داشته باشند. با این حال، آن‌ها بیان کردند که شیارهای طولی متقارن U-شکل (که احتمالاً «بازوها» را نشان می‌دهند) به‌سختی می‌توانند توجیه عملکردی داشته باشند؛ بنابراین، مشابه گورن-اینبار و مارشاک، د'اریکو و نوئل نیز به نفع ماهیت نمادین و غیرکاربردی این شیء استدلال کردند.

## مجادله
بحث اصلی دربارهٔ ونوس برکات رام پس از مطالعه د'اریکو و نوئل صورت گرفت. تعدادی از پژوهشگران، از جمله اوفر بار-یوسف، آنجلا ئی. کلوز، ژوائو زیلهاو، استیون میتن، توماس جی. وین و الکساندر مارشاک در مورد این مطالعه اظهار نظر کردند، درحالی‌که د'اریکو و نوئل به این نظرات پاسخ دادند (هم نظرات و هم پاسخ‌ها در نسخه خطی مقاله گنجانده شده‌اند). بحث در مورد ونوس برکات رام حول سه پرسش اساسی می‌چرخید:
1. آیا این علامت‌های خراشیده شده اصلاً توسط انسان یا انسان‌تباران ایجاد شده‌اند؟
2. اگر چنین است، آیا آن‌ها نیت غیرکاربردی/نمادین داشته‌اند؟
3. اگر چنین بوده، آیا آن‌ها برای بازنمایی یک پیکر زنانه ایجاد شده‌اند؟

### منشأ انسان‌ساخت
همه مفسران مطالعه د'اریکو و نوئل تحلیل و نتایج آن‌ها را پذیرفتند و فرضیه اصلاح‌شدن شیء توسط انسان‌های نخستین را تأیید کردند. مارشاک قبلاً در مطالعه پیشین خود از این فرضیه حمایت کرده بود.

### نمادین در برابر کاربردی
استدلال د'اریکو و نوئل مبنی بر این‌که شیارهای «بازو» -شکل نشان‌دهنده ماهیت نمادین شیء هستند، توسط سه مفسر مورد تردید قرار گرفت: ژوائو زیلهاو از مؤسسه باستان‌شناسی پرتغال، توماس وین از دانشگاه کلرادو، و استیون میتن از دانشگاه ریدینگ. هر سه نفر پیشنهاد کردند که شیء و شیارهای آن ممکن است هدفی کاربردی داشته باشند. زیلهاو فرض کرد که این شیء ممکن است برای تولید رنگدانه استفاده شده باشد و شیارها محصولات جانبی این فرایند باشند. وین پیشنهاد کرد که این شیء ممکن است نتیجه «فردی باشد که با یک ابزار سنگی و یک سنگریزه وقت‌گذرانی کرده است». میتن نیز اظهار داشت که درک نمادین ما از شیء الزاماً به این معنا نیست که انسان‌های نخستین نیز چنین برداشتی از آن داشته‌اند، زیرا فرایندهای شناختی مربوط به تفکر نمادین که ما امروز استفاده می‌کنیم ممکن است با آنچه در گذشته بوده متفاوت باشند.
با این حال، د'اریکو و نوئل استدلال کردند که هرچند تحلیل و نتایج آن‌ها نمی‌تواند به‌طور قطعی تفسیر عملکردی شیء را رد کند، اما تناقضات زیادی در این تفسیر وجود دارد که بررسی بیشتر آن را غیرضروری می‌کند. به عنوان مثال، آن‌ها پیشنهاد کردند که بر اساس شواهد باستان‌شناسی آشولی موجود، تولید رنگدانه «به‌طور سریع‌تر و مؤثرتری از طریق ساییدن یک سطح این شیء بر روی یک قطعه بازالت یا خرد کردن آن با ابزاری مشابه انجام می‌شد»، که با فرایند ایجاد شیارهای مشاهده‌شده متفاوت است. این امر با فرضیه زیلهاو در تضاد است. د'اریکو و نوئل همچنین باور داشتند که شیارهای روی شیء نتیجه حرکات عمدی هستند، نه رفتارهای بدون هدف، همان‌طور که وین پیشنهاد داده بود.

### ماهیت بازنمودی
زیلهائو، وین و میتن فرضیهٔ ماهیت نمادین این شیء را رد کردند و در نتیجه، ایدهٔ شمایلی بودن آن را نیز نپذیرفتند. آنجلا ای. کلوز از دانشگاه واشینگتن نیز نتوانست در این شیء پیکره‌ای از یک زن ببیند، بلکه این شیء از زوایای مختلف او را بیشتر به یاد یک پنگوئن و یک آلت‌پرستی می‌انداخت.